# Laudato si'
Laudato si' (en el dialecto umbro del italiano medieval: Alabado seas, en español) es el título de la segunda encíclica del papa Francisco, firmada el 24 de mayo, Solemnidad de Pentecostés, del año 2015, y presentada el 18 de junio del mismo año.
La iglesia se centra en el planeta Tierra como lugar en el que viven las personas, defendiendo la naturaleza, la vida animal y las reformas energéticas en los seis capítulos compuestos; presenta el subtítulo: Sobre el cuidado de la casa común. Francisco realiza una «crítica mordaz del consumismo y el desarrollo irresponsable con un alegato en favor de una acción mundial rápida y unificada "para combatir la degradación ambiental y el cambio climático"». El Papa subraya que se trata una encíclica que debe contarse en el Magisterio social de la Iglesia (15). Explícitamente aclara que no se trata de un discurso “verde” más, sino que nos insta a “reconocer que un verdadero planteo ecológico se convierte siempre en un planteo social, que debe integrar la justicia en las discusiones sobre el ambiente, para escuchar tanto el clamor de la tierra como el clamor de los pobres” (49).
Es la segunda encíclica publicada por Francisco, después de Lumen fidei, de 2013, sin embargo, esta fue escrita en gran parte por Benedicto XVI, por lo que Laudato si' es la primera encíclica escrita completamente por Francisco.

## Historia

### Preparación
La posibilidad de publicar una encíclica sobre ecología empezó a mencionarse a finales de 2013, siendo confirmada el 24 de enero de 2014. El título de la encíclica proviene del poema El Cántico de las criaturas, escrito en el siglo XIII por San Francisco de Asís, en particular de su primera frase que traduce Alabado seas. Días antes de su publicación el papa explicó que aun cuando el carácter de las encíclicas tiene como fin los obispos del mundo, en esta ocasión estaba destinada a todas las personas del mundo, incluidas las no católicas: 

Invito a acompañar la publicación con una renovada atención a las situaciones de degrado ambiental, pero también de mejoría, en sus propios territorios. Esta encíclica está dirigida a todos: recemos para que todos podamos recibir su mensaje y crecer en la responsabilidad hacia la casa común que Dios nos ha confiado

Entre quienes apoyaron que el papa hablara sobre el cambio climático antes de la publicación estuvieron Greenpeace al afirmar que el problema es más de intereses políticos y económicos para actuar frente a este hecho esperando que su voz sea escuchada por más personas. La encíclica fue adaptada al formato radiofónico y transmitida por Radio Vaticano.

## Contenido
La encíclica se divide en seis partes: 

#### Capítulo  1. Lo que le está pasando a nuestra tierra
Aborda las recientes investigaciones sobre la situación medioambiental y la crisis ecológica,  interpretándolas como el "grito de la creación" que pide soluciones.  
Subtemas:
- Contaminación, basura y cultura del descarte (20-22)
- El clima como bien común (23-26)
- La cuestión del agua (27-31)
- Pérdida de biodiversidad (32-42)
- Deterioro de la calidad de la vida humana y decadencia social (43-47)
- Inequidad planetaria (48-52)
- La debilidad de las reacciones (53-59)
- Diversidad de opiniones (60-61)

#### Capítulo 2. El Evangelio de la creación
Para afrontar estas problemáticas, la encíclica, basado en los relatos bíblicos de la creación, ofrece una visión general que sobre la naturaleza ofrece la tradición cristiana, y expresa la responsabilidad que los seres humanos tienen con la creación y los lazos que unen a todos los seres de la naturaleza, considerando el medio ambiente como un patrimonio común y una responsabilidad de todos.   
Subtemas: 
- La luz que ofrece la fe (63-64)
- La sabiduría de los relatos bíblicos (65-75)
- El misterio del universo (76-83)
- El mensaje de cada criatura en la armonía de todo lo creado (84-88)
- Una comunión universal (89-92)
- Destino común de los bienes (93-95)
- La mirada de Jesús (96-100)

#### Capítulo 3. Raíz humana de la crisis ecológica
El capítulo ofrece un análisis de la situación medioambiental, concentrándose en las causas humanas de la misma: la tecnología, el modelo económico,  la globalización,  el antropocentrismo, etc. 
Subtemas: 
- La tecnología: creatividad y poder (102-105)
- La globalización del paradigma tecnológico (106-114)
- Crisis y consecuencias del antropocentrismo moderno (115-121)
- Mediación de los leyes del papa (122-142)

#### Capítulo 4. Una ecología integral
Se trata del centro de la encíclica. Aquí se hace la propuesta de solución: una  ecología  integral  como  nuevo  paradigma  de  justicia, una ecología que «incorpore el lugar peculiar del ser humano en este mundo y sus relaciones con la realidad que lo  rodea» (15) Es decir, considera que existe un vínculo entre cuestiones ambientales, sociales y humanas que no puede romperse ni separarse, de manera que las soluciones deben ser integrales "que consideren las interacciones de los sistemas naturales entre sí y con los sistemas sociales" (139), pues no hay dos crisis separadas (ambiental y social por ejemplo) sino una sola. Los problemas deben abordarse de manera integral, lo que implica un trabajo colectivo
Subtemas: 
- Ecología ambiental, económica y social (138-142)
- Ecología cultural (143-146)
- Ecología de la vida cotidiana (147-155)
- El principio del bien común (156-158)
- La justicia entre las generaciones (159-162)

#### Capítulo 5. Algunas líneas de orientación y acción
La encíclica no pretende dar soluciones definitivas, pero sí ofrece la manera como se debe  llegar a ellas: construir soluciones concretas y estables  a través del diálogo y  el consenso;  los debates  deben ser honestos y no caer en la ideologización.  En dicha construcción deben participar todos: los estados, las organizaciones sociales, las entidades supranacionales, y por supuesto, las religiones, las cuales deben también abrirse a un diálogo con las ciencias. 
Subtemas: 
- El diálogo sobre el ambiente en la política internacional (164-175)
- El diálogo hacia nuevas políticas nacionales y locales (176-181)
- Favorecer debates sinceros y honestos (182-188)
- Política y economía en diálogo para la plenitud humana (189-198)
- Las religiones en el diálogo con las ciencias (199-201)

#### Capítulo 6. Educación y espiritualidad ecológica
La encíclica invita aquí a una "conversión" ecológica. Es necesario rediseñar hábitos y comportamientos. Para ello es clave la educación y los programas de formación, que deben iniciar desde la escuela, la familia, los medios de comunicación y la catequesis/formación religiosa que se da  a los creyentes. 
Subtemas: 
- Apostar por otro estilo de vida (203-208)
- Educación para la alianza entre humanidad y ambiente (209-215)
- La conversión ecológica (216-221)
- Gozo y paz (222-227)
- Amor civil y político (228-232)
- Los signos sacramentales y el descanso celebrativo (233-237)
- La Trinidad y la relación entre las criaturas (238-240)
- La Reina de todo lo creado (241-242)
- Más allá del sol (243-246)

## Reacciones
La Encíclica fue objeto  en las semanas siguientes a su publicación, de grandes titulares y despliegue por parte de la prensa internacional, que sin embargo se concentró sólo en  las cuestiones de orden ecológico-ambiental, y a temas como la responsabilidad humana en el llamado “calentamiento global” y la producción de gases contaminantes por la industria, o la mentalidad mercantilista o economicista que privilegia el provecho de grupos de interés por encima el cuidado sobre el hábitat.  Sin embargo, los medios suelen descuidar u obviar los temas centrales de la encíclica y su propuesta principal. Y es que la encíclica no es sólo una crítica a labor del hombre en la destrucción de la naturaleza, sino que además hace una propuesta: la llamada "ecología integral" que implicaría una revaluación de la manera como el ser humano se concibe a sí mismo y a cómo actúa frente a su entorno y frente a la naturaleza.

## Críticas
Para el científico Lawrence M. Krauss, si bien el intento del papa es loable, al provenir de una reflexión teológica más que científica termina siendo incompleta como solución total del problema ambiental.  Para Krauss, y a diferencia de lo que opina el papa, si bien el consumo desmedido de los países ricos es gran parte del problema también lo es el tema de los anticonceptivos, la población y sus proyecciones de crecimiento para los próximos años.  En este sentido, la iglesia católica solo permite los métodos anticonceptivos naturales, dentro del matrimonio, y desaconsejando el uso de cualquier otro método anticonceptivo bajo cualquier estado civil.

## Movimiento Laudato Si y Programa de Acción Laudato Si
Con la publicación de la encíclica 2015 se inició un Movimiento Laudato Si global e informal. En 2021, el Movimiento Católico Global por el Clima, fundado en 2015, quedó sin nombre en el Movimiento Laudato Si y el nombre "Movimiento Laudato Si" del Portal Laudatosi.org fue transferido al movimiento. En 2022, el Movimiento Laudato Si' está formado por 967 organizaciones miembros, 11539 Animadores Laudato Si', 204 Círculos Lauato Si' y 58 Capítulos Nacionales. El 4 de octubre de 2021, el Dicasterio para el Desarrollo Integral lanzó el Programa de Acción Laudato Si'.
El 4 de octubre de 2022 se estrenó la película Laudato Si de la mano del premiado documentalista Nicolas Brown y el equipo de producción "Off The Fence" (premiado aproximadamente por Mi maestro pulpo).